# Думиничи (станция)
Думи́ничи — железнодорожная станция 5 класса на участке Сухиничи-Главные — Брянск-Льговский Московской железной дороги. Находится в одноимённом населенном пункте Думиничи Думиничского района Калужской области.

## История
Железнодорожная станция была построена в 1898 году на участке Сухиничи — Брянск Московско-Киево-Воронежсой железной дороги, получив название от близлежащего села Думиничский Завод.
Первое упоминание которого относится к 1881 году, когда товарищество козельского купца Цыплакова приступило здесь к строительству чугунолитейного завода. Регулярное (правильное) движение пассажирских поездов открылось осенью 1899 года. Здание каменного железнодорожного вокзала было построено к началу 1902 года.
В 1928 году станция Думиничи отправляла до 42 тыс. тонн, получала свыше 23 тыс. тонн грузов.
Станция и посёлок при ней были оккупированы немецкими войсками 5 октября 1941 года. Первый раз освобождена 6 января 1942 года. 21 января 1942 года вновь занята оккупантами. Окончательно освобождена бойцами 10 армии генерал-майора Попова В. С. — 2 апреля 1942 г. С июня 1942 по август 1943 годов — станция снабжения советских войск, место выгрузки и формирования воинских и санитарных эшелонов.
В 1950 построено современное здание вокзала.

## География
Станция находится на участке Сухиничи-Главные — Козелкино — Брянск.
Расстояние до значимых транзитных пунктов линии (станций, в километрах): Москва-Киевская-Пассажирская — 286, Козёлкино — 76.
Соседние станции (ТР4): 185324 280 км и 185419 292 км.

## Пассажирское движение
На станции имеют остановку несколько поездов дальнего следования, следующие в направлении Москвы и Брянска и все пригородные электропоезда. Пригородные линии обслуживаются поездами ЭД9 акционерного общества Центральная ППК. Пассажирские перевозки поездами дальнего следования осуществляет Федеральная пассажирская компания ОАО РЖД.

## Коммерческие операции
- (О) — Посадка и высадка пассажиров на (из) поезда пригородного и местного сообщения. Прием и выдача багажа не производятся.
- (§ 1) — Приём и выдача повагонных отправок грузов, допускаемых к хранению на открытых площадках станций.
- (§ 3) — Приём и выдача грузов повагонными и мелкими отправками, загружаемых целыми вагонами, только на подъездных путях и местах необщего пользования[5].

| - Осень - Напротив переезда - Улица возле станции |